# Bérenger Saunière
Pour les articles homonymes, voir Saunière.
François-Bérenger Saunière, dit aussi abbé Saunière, est un prêtre catholique français, né le 11 avril 1852 à Montazels, et mort le 22 janvier 1917 à Rennes-le-Château, deux villages situés dans le département de l'Aude.
Cet homme d'Église est principalement connu pour avoir dépensé d'importantes sommes d'argent durant son ministère effectué à Rennes-le-Château, du fait d'un important trafic de messes. Néanmoins, cet enrichissement personnel reste étroitement associé, dans l'imaginaire collectif, à la découverte d'un hypothétique trésor par cet homme sur le site même du village. Cette affaire débute avec des rumeurs d'une découverte supposée d'objets de valeur ou de parchemins (voire les deux) par cet abbé, alors qu'il avait entrepris des travaux de rénovation dans son église paroissiale en très mauvais état dans le courant de l'année 1891, dont notamment son maître-autel.
En outre, l'abbé Saunière, par ses réalisations immobilières et ses aménagements, notamment à l'église paroissiale Sainte-Marie-Madeleine et dans son voisinage immédiat, a profondément modifié la physionomie architecturale et la vie des habitants de ce petit village, lequel, jusqu'à sa nomination et son installation dans la paroisse, n'avait aucune notoriété hors de sa région voire de son canton.
En raison de cette affaire d'enrichissement due à un trésor supposé, mais enjolivée par de nombreux récits de fiction, des récits d'enquêtes de niveaux divers, et même de nombreux articles de presse et de reportages de télévision, autant d'origine française qu'étrangère, l'abbé Saunière et la commune de Rennes-le-Château ont acquis une renommée internationale, notamment en Europe et dans les pays anglo-saxons. L'abbé Saunière a également subi, de la part de sa hiérarchie, une enquête pour trafic de messes ayant entraîné une suspense a divinis (élément méconnu, la découverte supposée l'ayant éclipsé, et qui pourrait expliquer la mystérieuse fortune dont il semble avoir joui). L'abbé a toujours eu d'ailleurs beaucoup de mal à s'expliquer, refusant de donner à sa hiérarchie des justifications claires et détaillées sur l'origine de sa fortune supposée.

## Biographie

### Famille et enfance

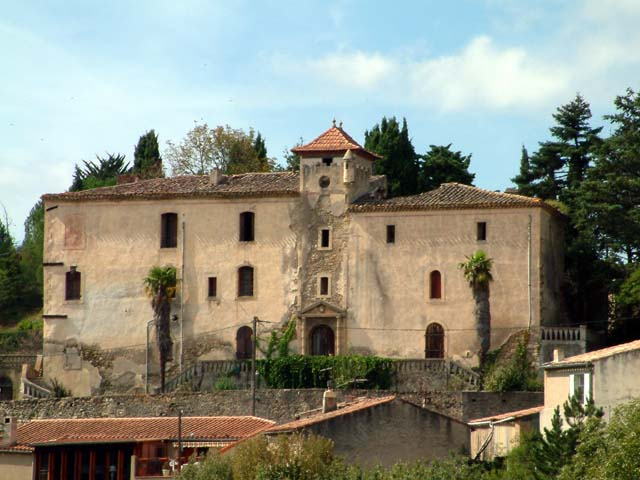
Château de Montazels dont Joseph Saunière, père du futur abbé, est le régisseur au service du marquis de Cazermajou.

La famille Saunière est originaire de Montazels, un petit village du département de l'Aude, situé à proximité de Couiza, non loin de la colline de Rennes-le-Château, celle-ci étant toujours visible en 2020 depuis l'ancienne maison familiale des Saunière.
Le grand-père de Bérenger se dénomme François Saunière et il exerce la profession de charpentier dans ce même village de Montazels. Avec son épouse, ils ont six enfants, dont le père du futur abbé, dénommé Joseph Saunière et un oncle dénommé Jean-Baptiste qui est également prêtre dans une paroisse située dans le Pays de la haute vallée de l'Aude à 10 km au nord-ouest de Couiza.
Joseph Saunière, son père, né en 1823 et décédé en 1895, épouse Margueritte Hugues le 20 janvier 1850 (décédée en 1909). Cet homme est gérant de minoterie, régisseur du château du marquis de Cazermajou. Il est également le maire du village de Montazels. La famille du futur abbé est donc une famille de notables locaux et leur maison, bien entretenue, est toujours visible en 2016, au cœur du petit village ; celle-ci offrant, en outre, une vue imprenable sur les collines du Razès, dont celle où émerge le village de Rennes-le-Château. Enfant, le futur abbé Bérenger Saunière connaît donc très bien la région et le secteur immédiat de sa future et dernière paroisse.
Joseph et Margueritte ont onze enfants, dont quatre décèdent en bas âge. Né le 11 avril 1852, Bérenger Saunière est le second enfant de la famille, mais il reçoit le statut de fils aîné du fait de la mort de son frère né en 1850 et décédé la même année. Bérenger Saunière a notamment un frère dénommé Jean-Marie Alfred mais connu sous le simple prénom d'Alfred, de trois ans son cadet. Celui-ci est également prêtre en 1878 ainsi qu'enseignant dans des établissements de la Compagnie de Jésus et professeur au petit séminaire de Narbonne. Il reçoit également le titre de précepteur chez le marquis de Chefdebien. Alfred Saunière est suspendu puis défroqué, et a une relation avec une certaine Marie-Émilie Salière avec laquelle il a au moins un enfant.

### Formations et débuts professionnels (1874 - 1885)
Bérenger Saunière entre en 1874 au Grand séminaire de Carcassonne où il apprend le latin, le grec ancien et, expérience plus exceptionnelle à ce niveau, des notions d'hébreu. Ses connaissances et ses aptitudes lui permettent de rester un certain temps au grand séminaire en qualité de professeur. D'autres sources citent le Grand séminaire de Narbonne comme son lieu d'exercice professoral.
Il devient diacre, puis est ordonné prêtre le 1er juin 1879 avant d'être nommé à Alet-les-Bains le 16 juillet 1879 pour une période de trois ans. Il est ensuite nommé, le 16 juin 1882, curé au village de Clat, petite bourgade isolée située sur les terres des Nègres d'Ables dont on retrouve le nom lorsque la fameuse histoire de trésor est évoquée quelques années plus tard.
Bérenger Saunière y reste trois ans avant de devenir professeur à Narbonne pour quelques mois. Selon de nombreuses sources, son attitude jugée trop indépendante lui valut d'être nommé à la paroisse de Rennes-le-Château, petite paroisse perdue dans la campagne audoise et présentant une église avec un presbytère délabré, mais bien connue de Bérenger Saunière.

### Les vingt premières années à Rennes-le-Château (1885 - 1905)
Le village de Rennes-le-Château
Le village de Rennes-le-Château est situé dans la partie sud du département de l'Aude et plus précisément à 5 kilomètres au sud de Couiza. À l'arrivée de l'abbé Béranger Saunière, ce modeste village perché comptait un peu moins de 300 habitants.
Historiquement, le site de son bourg central correspond à un ancien oppidum et à l'emplacement d'une cité antique dénommé « Rhedae ».
Bérenger Saunière est donc nommé le 22 mai 1885, à l'âge de trente-trois ans, à la cure de Rennes-le-Château, village pauvre et isolé de 200 habitants à l'époque, car déjà durement touché par l'exode rural qui concerne, durant cette période, toute la région des Hautes Corbières. En effet, selon les statistiques de recensement, le village de Rennes-le-Château a déjà perdu, en 40 ans, la moitié de sa population, car celle-ci est passée de 474 habitants en 1851, à 241 habitants en 1891.
L'église dédiée à Marie Madeleine, édifice qui date du XIIe siècle est délabrée, des planches remplacent les vitraux cassés par les rafales de vent, la toiture est percée, la pluie a fait des ravages à l'intérieur, et le presbytère est inhabitable, obligeant le jeune curé arrivé le 1er juin 1885 à loger chez une paroissienne, Antoinette Marre,.
Quelques années avant l'installation de ce nouvel abbé, le livre des rapports et délibérations du conseil général du département de l'Aude dans son édition d'août 1883 indique que, d'une part, le clocher de l'église de Rennes-le-Château est « lézardé sur ses quatre faces » et que la toiture de l'édifice et du presbytère nécessitent une réfection complète. Cette délibération indique également que si la commune a assuré le financement de quelques travaux d'urgence, celle-ci, associée au conseil de fabrique local, demande une subvention de l'État pour l'achèvement de ces travaux ainsi que pour le remplacement du maître-autel. Cette demande n'a aucune suite.
Désolé, voire peut-être écœuré, par ce qu'il découvre, mais aussi emporté par ses convictions légitimistes, l'abbé Saunière n'hésite pas à diaboliser, dès son arrivée, la jeune République maçonnique et, lors des élections législatives françaises de 1885, il conseille un vote royaliste au cours d'une de ses homélies. Le maire de Rennes-Le-Château s'en plaint au ministre des cultes, si bien que le préfet de l'Aude lui notifie une décision ministérielle prise par René Goblet, ministre des Cultes du Gouvernement Charles de Freycinet, qui le suspend de tout revenu pendant six mois à partir de décembre 1885. L'évêque de Carcassonne Paul-Félix Arsène Billard le nomme professeur de philosophie au petit séminaire de Narbonne afin de ne pas le priver de ressources. Cette suspension de revenus est signalée dans la presse nationale, L'Univers, journal ultra-légitimiste, évoque le cas de Saunière et d'autres prêtres et parle à leur encontre de « persécution ».
Grâce à l'aide d'un commerçant limonadier du village voisin de Luc-sur-Aude, compétent en travaux de maçonnerie et dénommé Elie Bot, l'abbé Saunière put entamer dès 1886 les rénovations les plus urgentes (toiture, presbytère) avec les dons de quelques paroissiens et de certaines de ses connaissances extérieures au village, ce qui lui permet de s'installer au presbytère. Ces travaux considérés comme déjà coûteux ne furent pourtant réalisés que sur une longue période, Élie Bot n'effectuant ses interventions qu'en fin de semaine, après ses activités professionnelles. Au fil du temps, le limonadier devient le maçon attitré du curé de Rennes-le-Château.
Durant cette même période, l'abbé Saunière prend une décision qui choque certains de ses paroissiens et paroissiennes : le prêtre engage comme gouvernante une jeune servante de dix-huit ans, Marie Denarnaud (le droit canon impose un âge de quarante ans pour une telle fonction). Celle-ci est considérée comme dépassant ce simple rôle, ce qui entraîne des médisances dans le village, entretenues par le fait qu'elle devient plus tard sa légataire universelle. L'abbé la garda pourtant auprès de lui jusqu'à sa mort, qui survint en 1917. Marie décède en 1953.

#### Travaux de rénovations, de fouilles et de «découvertes»

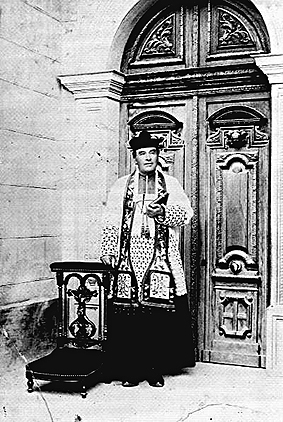
L'abbé Bérenger Saunière devant le porche de l'église de Rennes-le-Château (date inconnue).

Selon des témoignages plus ou moins concordants, l'abbé décide, après avoir fait procéder à la réparation de la toiture et ainsi éviter les infiltrations et autres fuites, de procéder rapidement au remplacement du maître-autel en juillet 1887 grâce à un don de 700 francs fait par une lointaine paroissienne dénommée Marie Cavailhé de Coursan, qui paya directement la facture du nouvel autel à l'entrepreneur F.D. Monna de Toulouse. On retrouve un duplicata de facture établi à son nom en 1905.

##### L'affaire des parchemins
Lorsque les ouvriers, sans que leur nombre ni leur identité soient exactement connus, déplacèrent la pierre et le balustre de cet autel très ancien, ils découvrirent des « parchemins » ou des documents de type similaire dans une cache d'un pilier ancien (dit « wisigothique ») qui soutenait cet autel. Cette cache, dite aussi « capsa », en latin, est une sorte de petite ouverture creusée à même la pierre qui, à l'époque médiévale, contenait généralement des reliques de tailles relativement modestes. La dimension de ce type de cache invalide pourtant la présence de plusieurs parchemins, au vu de l'aspect de tels documents et de la forme même d'une cache dans un tel pilier si ancien. Toutefois, si des documents de cette nature ont été déclarés (puisque la mairie exige leur présentation), ils ont probablement été découverts dans un autre endroit que la modeste « capsa » de ce pilier ancien.
À l'occasion de ces premiers travaux et sous la foi du simple témoignage du maçon et limonadier Élie Bot, il semble attesté que, lors de travaux, des parchemins furent remis au curé, lequel prétexta qu'ils étaient de grande valeur pour les garder de côté. Face aux exigences du conseil municipal, l'abbé Saunière fournit des calques de ces parchemins, lesquels disparurent durant l'incendie de la mairie survenu dans les années 1910. Une autre version de ces parchemins fut publiée dans les années 1960, mais ils s'avérèrent des faux grossiers réalisés par des individus avides de sensationnalisme et de notoriété.
Selon certaines versions, ces parchemins auraient également pu être découverts dans le compartiment d'un balustre en bois situé près de l'autel. Selon d'autres hypothèses ces parchemins auraient pu être situés dans un autre endroit du pilier ou dans un autre pilier de l'autel qui devait en compter deux. Hypothèse que corrobore un des plus anciens investigateurs de cette découverte, l'auteur et écrivain Gérard de Sède, passionné de pseudohistoire qui déclare dans son ouvrage consacré à L'Or de Rennes qu'il y avait « deux antiques piliers, d'époque wisigothique où sont finement sculptés des croix et des hiéroglyphes ». Quoi qu'il en soit de la réalité des versions, aucun historien ne semble connaître exactement aujourd'hui le contenu de ces parchemins, leur auteur ni leur époque.
L'hypothèse couramment établie par la plupart des versions indique que ces documents considérés comme des parchemins anciens auraient été au nombre de quatre et qu'ils se référeraient (sous toute réserve et selon les sources les plus connues) à :
- Un arbre généalogique, sous forme de litanies, énumérant les descendants du roi Dagobert II entre l'an 681 et mars 1244 (date du mariage de Jean VII avec Elisende de Gisors). Ce document à la date du 14 mars 1244, portait le sceau de la reine Blanche de Castille[25],[21].
- Un testament de François-Pierre d'Hautpoul en date du 6 novembre 1644, enregistré le 23 novembre de la même année par le notaire d'Espéraza. Ce document contenait la généalogie des mérovingiens de 1200 à 1644, ainsi que 6 lignes faisant référence à saint Vincent de Paul[26].
- Un testament d'Henri d'Hautpoul du 16 avril 1695, contenant des invocations aux cinq saints repris par Saunière dans le statuaire de son église.
- Un recto-verso du chanoine JP Nègre de Fondargent, datant de 1753, supposé être écrit de la main de l'abbé Antoine Bigou, curé de Rennes-le-Château du 1774 à 1790. Ce document semble le plus mystérieux des quatre : il comporterait des textes de l'Ancien Testament. La partie recto (appelée « Grand parchemin ») comporte des mots dispersés de façon apparemment incohérente, et la partie verso (appelée « Petit parchemin ») des lignes tronquées dans le désordre avec des lettres placées les unes au-dessus des autres[27]. Le problème de cette description du quatrième parchemin est qu'elle se base elle-même sur sa soi-disant reproduction originellement parue dans l'ouvrage de Gérard de Sède publié en 1967[28]. Or il est avéré qu'il s'agissait là de la fameuse supercherie déjà évoquée : c'est Philippe de Chérisey, un acteur en mal de notoriété, complice du mystificateur Pierre Plantard, qui avait confectionné pour la cause ces faux documents, fabriquant le « Petit parchemin » en recopiant une reproduction d'un folio de l'antique Codex Bezae.

##### La dalle des chevaliers
L'église de Rennes-le-Château
L'église Sainte-Marie-Madeleine de Rennes-le-Château est dédiée à Marie Madeleine et date probablement du XIe siècle et fut à l'origine la chapelle des comtes du Razès. Elle est partiellement détruite lors des guerres de Religion.
L'aménagement intérieur et la décoration datent de la période où l'abbé Saunière officiait. À gauche de l'entrée, le visiteur peut découvrir un diable soutenant un bénitier. Les murs sont recouverts de peintures en relief dans un style assez classique et populaire. La dalle dite « des chevaliers » fut découverte dans cette église.
Plusieurs éléments (peintures, statuaire) ont fait l'objet de nombreuses interprétations de la part de nombreux chercheurs de trésors.
Après cette première découverte, l'abbé Saunière reprend ses travaux. Il décide de se lancer dans l'aménagement de nouveaux vitraux pour l'église, puis dans la restauration des sols, s'engageant ainsi dans un réaménagement complet de l'intérieur de l'édifice religieux.
Au cours de ces travaux, l'abbé procède à de nouvelles découvertes en 1891 : lors de restauration du carrelage de la nef, à la suite de sa décision de procéder à l'installation d'une nouvelle chaire. Face au maître-autel, il découvre avec l'aide de ses ouvriers une dalle sculptée dite « du Chevalier ». Cette sculpture, classée à titre d'objet en 1950, servit de plaque pour une croix de mission, située près du presbytère et de base aux monuments aux morts de la commune. Après un court passage au musée lapidaire de Carcassonne, elle a été installée dans le musée de l'abbé Saunière, où elle est toujours visible.
La face sculptée de ce panneau étant posée contre terre, celle-ci ne semblait donc pas être repérable jusqu'à son soulèvement. Il s'agit d'une dalle de grès sculpté : le panneau de gauche représente un cavalier ou plus probablement une femme montant en amazone avec son cheval qui boit à une auge et le panneau de droite représente un cavalier tenant un javelot et un bouclier rond, lequel pourrait éventuellement représenter la tête d'un enfant, voire un second cavalier. Cette dalle mesure environ 1,30 mètre de long sur 0,72 mètre de large, son épaisseur relativement faible étant de 8 centimètres.
Le bulletin de la Société d'études scientifiques de l'Aude, dans son tome 31, de 1927, présente la dalle des chevaliers en ces termes : « Pierre tombale carolingienne (771), trouvée en 1884/1885 (?) sous l'autel de l'église romane de Rennes-le-Château, ancienne capitale bien déchue du comté du Razès. Actuellement (1927) dans le jardin qui précède le cimetière, posée à plat où elle s'effrite, couverte de terre et de feuilles et sert de plate-forme au monument du souvenir. Détail curieux, la partie sculptée était à l'intérieur et la partie unie à l'extérieur. »
Un ancien registre paroissial datant des années 1694 à 1726 mentionne bien à cet endroit la présence d'un tombeau accueillant les corps des anciens seigneurs du château local, comme il était de coutume dans de nombreuses provinces françaises sous l'Ancien Régime.
Il a également été attesté que l'abbé Saunière a contribué à la découverte d'un crâne percé, lors de fouilles personnelles effectuées en 1895 sous la dalle des chevaliers de son église ; ce même crâne, resté sur place, a été redécouvert par une équipe de chercheurs carcassonnais en 1956. Selon deux expertises effectuées en 2009 et en 2014 à la demande de la mairie de la commune avec l'autorisation du ministère de la Culture, il s'agit du crâne d'un homme de 50 ans, décédé entre 1281 et 1396, sans que l'on sache de qui il s'agissait, ni s'il y a un quelconque rapport avec la supposée affaire de trésor.
Le déplacement de cette dalle ancienne, difficilement décelable extérieurement, fut à l'origine de nombreuses rumeurs, dont celle de l'éventuelle découverte d'une oule remplie de pièces d'or et d'objets de culte précieux, supposée avoir été déposée à cet endroit pour être dissimulée sous la dalle (la pose inversée de celle-ci pourrait, alors, avoir un rapport avec l'idée de cacher ce tombeau et son contenu précieux). Selon René Descailledas, historien local, il s'agirait peut-être d'un simple magot qui aurait été enterré à la Révolution par l’abbé Bigou pour le soustraire aux inventaires. Si ce fait est avéré, l'abbé aurait donc trouvé quelques objets de valeur, ce qui aurait pu ensuite l'encourager à se lancer dans des recherches plus approfondies que l'on pourrait assimiler aujourd'hui à de simples pillages de tombes.

##### Le double ministère de l'abbé Saunière

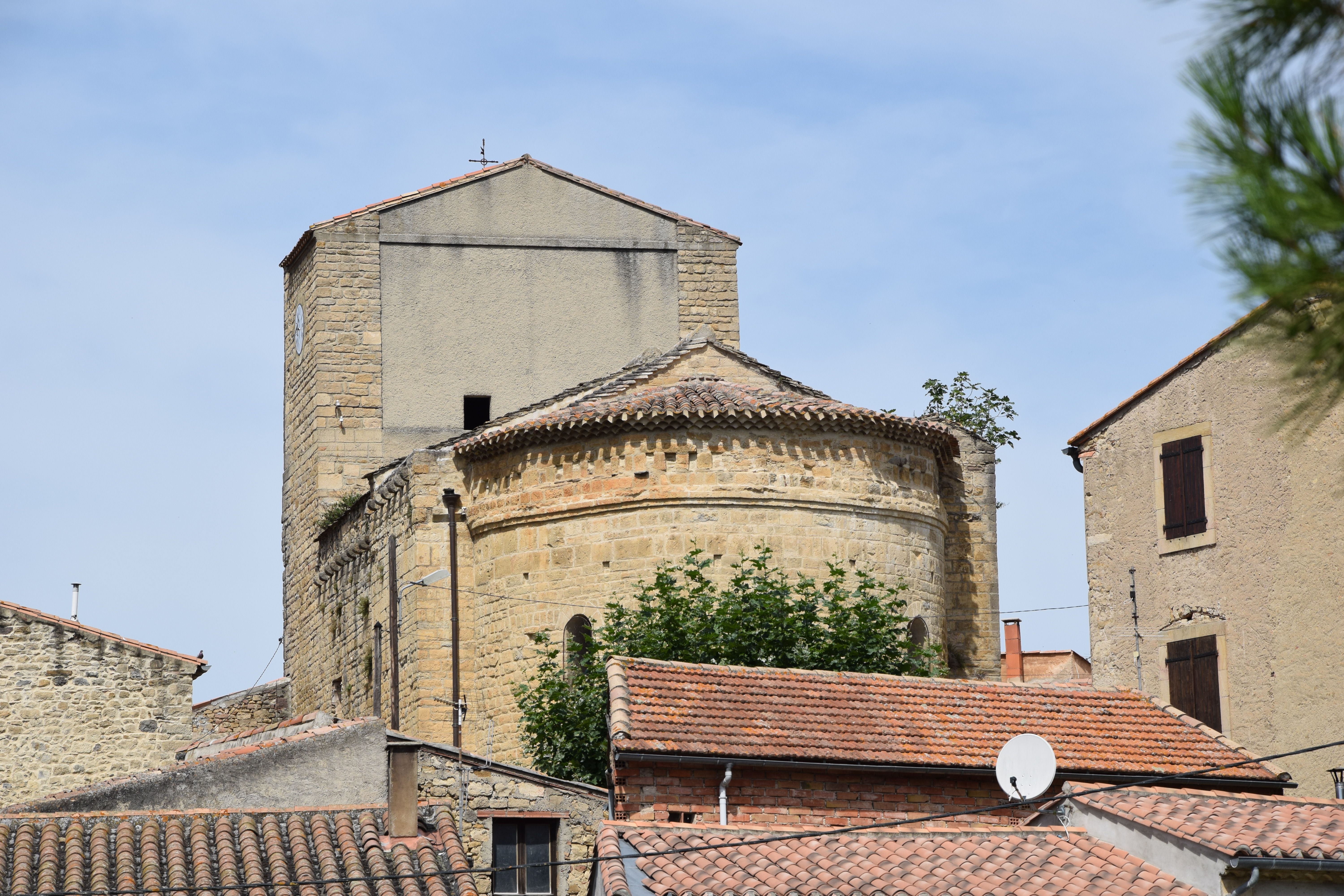
Église d'Antugnac.

Alors qu'il est déjà le curé en titre de la paroisse de Rennes-le-Château, Béranger Saunière est nommé curé « intérimaire » de la paroisse du village d'Antugnac, durant un peu plus d'un an, du 4 mai 1890 au 12 juin 1891, jour de l'arrivée du nouveau curé de la paroisse, l'abbé Gaudissart. Béranger Saunière se rendait à ce village à pied depuis Rennes-le-château pour y officier en empruntant un chemin qu'il connaissait bien puisque cela consistait à traverser en grande partie le territoire de sa commune natale, Montazels. Béranger Saunière a rédigé un livre évoquant son passage à Antugnac (publié en 1984, cf. bibliographie).

##### L'accusation de pillage de tombes
Dès l'année 1892, année qui marque la fin des principaux travaux liés à l'aménagement de l'église, l'abbé Saunière commence à s'intéresser à l'environnement immédiat de son église, dont le presbytère, le cimetière et les chemins qui y mènent. C'est également cette année-là que Marie Dénarnaud s'installe à demeure avec sa famille dans le presbytère.
L'attitude de l'abbé peut donc, dès cette période, paraître de plus en plus étrange aux villageois qui se rendent compte que le curé aidé par sa servante commence à creuser dans le cimetière contigu à l'église, bouleversant ainsi l'agencement des tombes et s'acharnant à effacer certaines épitaphes dont celle de Marie de Negri d’Able, épouse de François d'Hautpoul, dernier seigneur de Rennes-le-Château.
En mars 1895, le conseil municipal de Rennes-le-Château, qui a constaté plusieurs dégradations nocturnes opérées par l'abbé Saunière dans le cimetière, adresse deux lettres de plainte au préfet de l'Aude. Le texte de cette plainte officielle se présente en ces termes :
« Nous avons l'honneur de vous prévenir qu'à l'accord du conseil municipal de Rennes-le-Château à la réunion qui a eu lieu le dimanche 10 mars (1895) à 1 heure de l'après midi dans la salle de la Mairie. Nous, électeurs, protestons qu'à leur décision le dit travail que l'on donne droit au Curé de continuer n'est d'aucune utilité et que nous joignons pour appui à la première plainte notre désir d'être libres et maîtres de soigner chacun les tombes de nos devanciers qui y reposent et que M. le Curé n'ait pas le droit qu'après que nous avons fait des embellissements ou placé des croix ou des couronnes que tout soit remué, levé ou changé dans un coin. (lettre signée par l'ensemble des membres du conseil municipal présents) ».
Durant cette même période, les villageois constatent que l'abbé Saunière s'absente de manière plus fréquente de sa paroisse et de son église, souvent pour plusieurs jours, ou le surprennent à réaliser des fouilles dans la campagne avoisinante. Pendant ses voyages, il est muni d'une valise qu'il transporte à dos d'âne, ou, selon d'autres témoignages des paroissiens, d'une hotte de vendangeur sur les épaules, censée contenir des pierres ramassées pour la décoration de son église ou de la grotte de son jardin.

##### Une certaine «folie des grandeurs»

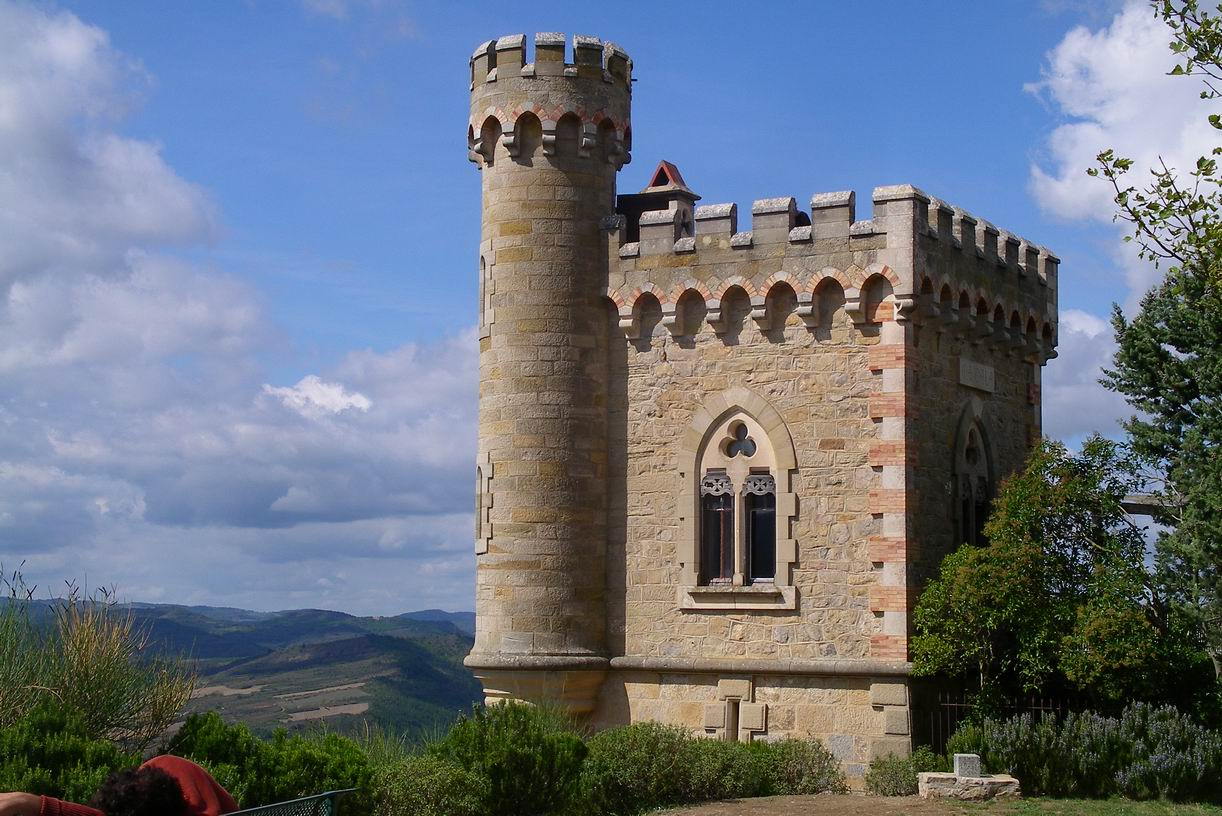
La Tour Magdala, la création la plus emblématique de l'abbé Saunière.

L'abbé Saunière, qui semblait avoir toujours vécu, jusqu'en 1890, dans une certaine pauvreté, donne l'impression qu'après avoir procédé à de simples opérations de restauration, se lance à compter des années 1891 et 1892 dans des dépenses somptuaires pour son église, son presbytère et l'environnement proche de ces deux bâtiments, dépenses apparemment à ses frais. Il entreprend une rénovation complète de l'église selon ses goûts, achevée en 1897.
Le style baroque saint-sulpicien de l'église est original, et put choquer quelques autres ecclésiastiques, comme l'aménagement décoratif en peintures de couleurs vives et de nombreuses statues, telles qu'un diable sculpté soutenant un bénitier (ce qui est néanmoins courant au milieu du XIXe siècle comme dans l'église Saint-Malo de Dinan ; ce diable semblant écrasé par le bénitier, il ne transgresse pas l'orthodoxie religieuse).
Après l'abandon des fouilles en 1897, les constructions et les rénovations ne s'arrêtent pas en si bon chemin. En 1899, l'abbé Saunière achète six terrains à Rennes-le-Château, au nom de sa servante, Marie Dénarnaud, qu'il désigne comme sa légataire principale. Le domaine construit jusque-là est terminé en 1906. Il aménage un jardin d'agrément avec une ménagerie (où sont réunis des singes, des aras), une serre, deux tours (une en verre et une en pierre, la tour Magdala) reliées par un chemin de ronde mais aussi une maison, la villa Béthanie, petite mais luxueuse comparée aux autres maisons du village, destinée initialement à accueillir les prêtres à la retraite ; mais Saunière, dit-on, y accueille de hautes personnalités, leur offrant les mets et les alcools les plus raffinés. Selon Gérard de Sède, auteur de L'Or de Rennes qui promut le mythe du trésor de Rennes-le-Château, Saunière aurait dépensé un milliard et demi à deux milliards de francs entre 1891 et 1917 ; mais, selon Jean-Jacques Bedu, auteur de Rennes-le-Château, autopsie d'un mythe, cette estimation est fausse en raison d'un calcul erroné, basé sur la valeur actuelle du franc-or de 1900.
L'œuvre architecturale la plus célèbre de l'abbé (et la plus représentée en photo) est sans aucun doute la tour Magdala qu'il bâtit au bord de la colline. Cette petite tour, aujourd'hui visitable, comme l'ensemble du domaine, abrite sa bibliothèque. Dans sa villa, il accueille des invités de marque qui viennent de très loin, mais dont l'identité reste obscure. Si la villa sert à loger les invités, Saunière ne vit jamais ailleurs que dans son presbytère.
Le luxe de l'abbé fait murmurer les villageois et grincer des dents, l'évêché l'accuse de trafic de messes (voir le chapitre consacré à cette affaire), les gains de cette seule activité ayant permis de financer les constructions et le mobilier alors que d'autres importants donateurs (milieux royalistes, dont le Cercle Catholique de Narbonne dont le frère de Bérenger, Jean Marie Alfred Saunière, est l'aumônier, puis le véritable porte-parole) lui permettent d'acheter des terrains et faire don de fortes sommes aux familles nécessiteuses.

### Les années difficiles (1905 - 1917)
Durant les dix premières années de ce nouveau siècle, l'abbé Saunière continue à dépenser sans compter (collections de timbres pour lui-même, vêtements, bijoux et parures pour Marie). Déjà sermonné par l'évêché dès 1901 mais sans conséquences, sous l'épiscopat de Félix-Arsène Billard, il connaît sous l'épiscopat de son successeur, Monseigneur Paul-Félix Beuvain de Beauséjour, de nouvelles pressions quant à l'origine de ses ressources. Bérenger Saunière les explique par l'envoi de nombreux dons de bienfaiteurs anonymes, mais le nouvel évêque constate que ses livres de compte sont truqués. Accusé de simonie, déplacé sur une autre paroisse en 1909 où il refuse de se rendre, Saunière finit par être traduit devant l'officialité qui le suspend a divinis en décembre 1910, punition grave pour un prêtre en exercice. Il est alors remplacé par un autre curé. Cependant, il continue malgré tout à donner des « messes à 4 francs » et cette affaire est évoquée dans la presse nationale. Faisant appel à Rome, il est réhabilité en 1913, puis définitivement interdit de messe en avril 1915 à la suite d'une nouvelle démarche de son évêque.
Demeurant toujours à Rennes-le-Château, Saunière, pourtant suspendu, continue à officier dans sa villa, grâce à une petite chapelle aménagée dans la véranda où la majorité des villageois pratiquants viennent le rejoindre, boudant les messes du nouveau curé. Durant la Première Guerre mondiale, Saunière, qui n'a, par ailleurs, pas pu récupérer son église, se voit soupçonné d'espionnage par d'autres villageois, hostiles au curé. Quoi qu'il en soit, les rumeurs vont bon train sur le trésor de Saunière, beaucoup étant tout à fait rationnelles et impliquant une attitude frauduleuse : pillage de tombes, dons pour participer à un complot royaliste, trafic de messe sur une grande échelle, ce qui aurait entraîné des mises en scène et l'absence d'infirmation par l'abbé Saunière sur la découverte d'un supposé trésor, de façon à brouiller les pistes et masquer l'origine douteuse de ses ressources. La plupart des hypothèses farfelues ont été émises après la mort de l'abbé (voir chapitre suivant).

#### Décès d'Alfred Saunière
Jean Marie Alfred, dit Alfred Saunière, frère cadet de trois ans de Bérenger et qui s'engagea comme lui dans la prêtrise, fut vicaire dans une paroisse nettement plus importante que celle de Rennes-le-Château, la petite ville d'Alzonne, bourgade très proche du siège du diocèse située à Carcassonne. Entre 1879 et 1892, il enseigna chez les jésuites.
Cet homme, qui mourut prématurément à l'âge de 50 ans, resta toujours très proche de Bérenger (permettant à certains chercheurs d'évoquer une certaine connivence voire une curieuse complicité entre eux), mais sa vie fut nettement plus mouvementée. En 1897, il fréquenta de façon plus assidue la haute société locale, par exemple Madame du Bourg de Bozas, puis de Chefdebien, grand dignitaire de la franc-maçonnerie locale dont il devint le précepteur. Alfred dut cesser toute fonction et fut frappé, comme son frère aîné, de « suspens a divinis ». Il se retira en 1903 dans leur village familial de Montazels, où il vécut avec une femme plus jeune que lui et dénommée Marie Émilie Salière avec qui il a un enfant qui naît après la mort de son père.
Alfred Saunière connut une déchéance plus importante que celle de son frère et finit par décéder le 9 septembre 1905, à la suite de ce qui semble une longue maladie.

#### Décès des abbés Rescanières et Boudet
Avant la disparition des deux abbés de la paroisse voisine de Rennes-les-Bains survenue en 1915, l'abbé Saunière avait déjà connu la disparition de l'abbé Jean Antoine Gélis, curé de Coustaussa, sauvagement tué le 1er novembre 1897. Cette mort a fait naître la supposition qu'il ait été codétenteur du secret de Saunière — car les deux hommes se connaissaient bien  —, et que l'assassin ait cherché à récupérer des documents importants. Mais durant l'enquête, aucun élément ne permit d'impliquer directement ou indirectement l'abbé de Rennes-le-Château dans ce crime.
Le 1er février 1915, mourut un coreligionnaire voisin, l'abbé Joseph Rescanières, curé de Rennes-les-Bains et successeur de l'abbé Henri Boudet dont certaines rumeurs et hypothèses prétendent qu'il aurait hérité des secrets de l'abbé Saunière. L'abbé Boudet a longtemps été considéré comme très proche de l'abbé Saunière, mais sans véritable certitude. Cet abbé est l'auteur d'un ouvrage ésotérique très controversé : La Vraie langue celtique et le Cromlech de Rennes-les-bains, dont le contenu est scientifiquement intenable, car ce texte donne un rôle très ancien à la langue anglaise, pourtant reconnue par la linguistique comme s'étant formée durant l'époque médiévale. L'abbé Boudet décède de mort naturelle soixante jours après son successeur, l'abbé Joseph Rescanières. Ses archives passèrent dans la famille Saurel, la belle-famille de son frère Edmond.

#### Décès de l'abbé Saunière et de sa servante

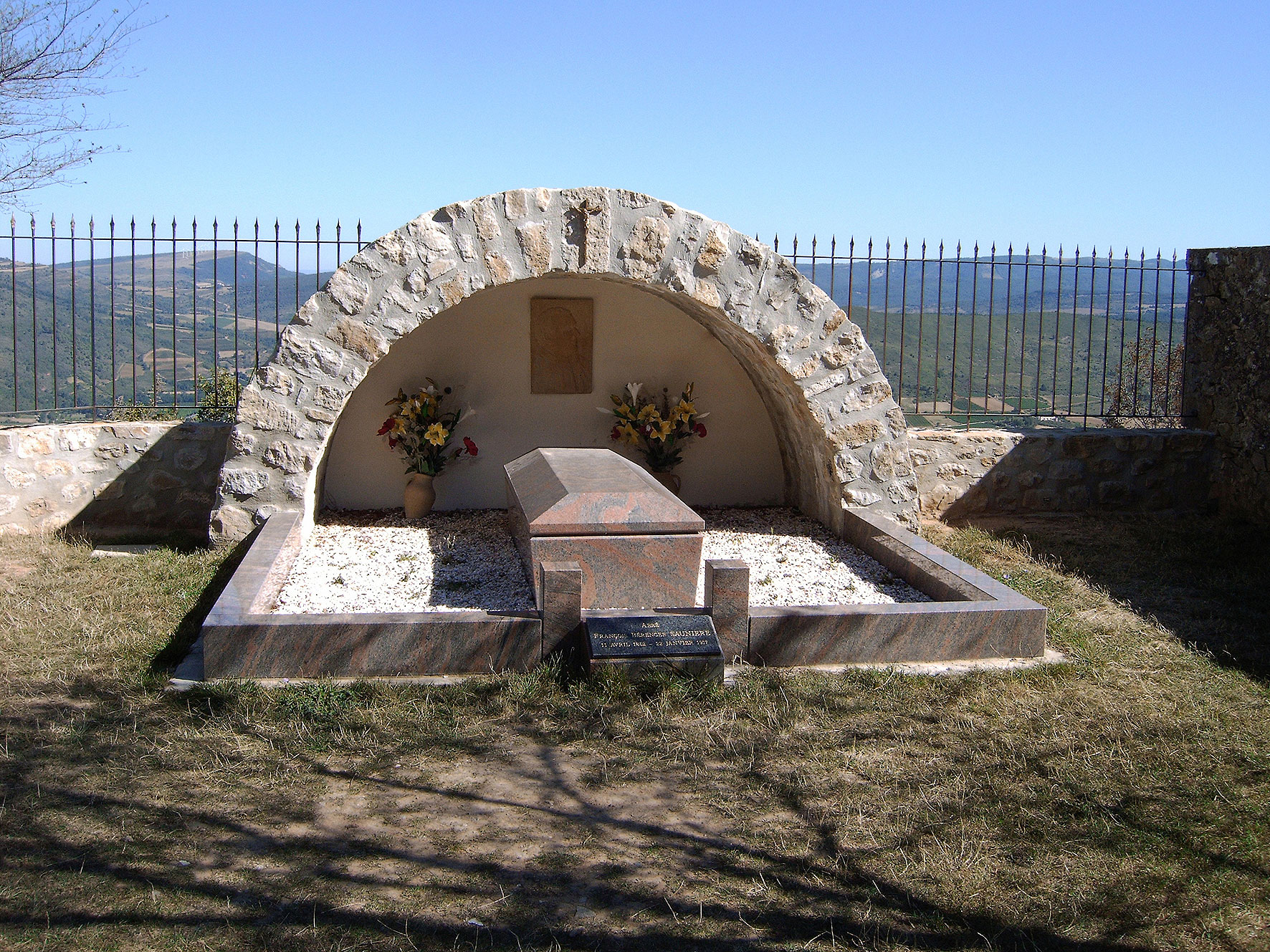
Tombe de l'abbé Saunière à Rennes-le-Château.

Les sept dernières années de Bérenger Saunière semblent être vécues de façon plus difficiles sur le plan matériel. D'une part celui-ci n'est plus le curé officiel de la paroisse et si l'accusation de trafic de messe est fondée, celui-ci ne peut plus s'adonner à ce genre d'escroquerie, puisque, d'une part, il ne peut plus officier et que d'autre part, il ne peut plus recevoir le courrier destiné à la paroisse et donc de l'argent d'éventuels donateurs. De plus, en 1914, la Première Guerre mondiale survient et ses soutiens ou donateurs éventuels ont d'autres préoccupations.
Pourtant, l'abbé Saunière semble avoir des projets, lorsque, victime d'une attaque cardiaque, survenue alors qu'il se promène sur sa terrasse, il meurt peu après le 22 janvier 1917. Dans l'intervalle, Jean Rivière curé d'Espéraza le confesse pour l'extrême onction. Troublé par ce qu'il venait d'apprendre, il ressort livide de la chambre de Saunière, et, fait extraordinaire, lui refuse l'absolution (du moins le jour-même, car il serait revenu deux jours plus tard lui donner les derniers sacrements).
Marie Dénarnaud hérite de sa supposée fortune, de ses terres et surtout de ses dettes dans des conditions très particulières puisque selon l'ancien maire de Rennes-le-Château, Jean-François Lhuillier, la famille de l'abbé renonça à toute prétention sur cet héritage. Illettrée, puis rapidement isolée, Dénarnaud vit recluse jusqu'en 1942, année où elle fit la connaissance de l'homme d'affaires perpignanais Noël Corbu, en échange de ce qui s'apparenterait à une rente viagère annuelle. L'année 1946, semble être l'année où elle effectue son testament en faveur de Monsieur et Madame Corbu, les instituant comme légataires universels du domaine où ils s'installent et où ils subviennent à ses besoins, l'ancienne servante n'ayant quasiment aucun revenu. Dénarnaud est frappée, le 24 janvier 1953, d'une attaque cérébrale, la laissant muette et paralysée. Elle meurt cinq jours plus tard, le 29 janvier 1953, à 85 ans.
La tombe de Saunière dans le cimetière de Rennes-le-Château étant régulièrement vandalisée, sa dépouille est déplacée le 14 septembre 2004 dans le mausolée cultuel du domaine voisin, ancienne propriété de l'abbé.

### Postérité de l'abbé Saunière: légendes et mystifications

#### L'action de Noël Corbu
Dans les années 1950, Noël Corbu transforme alors la villa Bethania en hôtel-restaurant sous le nom d'Hôtel de la Tour, et afin d'attirer un maximum de touristes, il décide d'embellir la légende de l'enrichissement de Saunière, grâce à l'entremise du journaliste régional André Salomon. Ce dernier publie trois articles dans son quotidien La Dépêche du Midi les 12, 13 et 14 janvier 1956. Titré « La fabuleuse découverte du curé aux milliards. M. Noël Corbu connaît-il la cachette du trésor de l'abbé Saunière qui s'élève à 50 milliards ? », le troisième article contient une interview de Corbu qui raconte que l'abbé est tombé par hasard sur un trésor enfoui en 1249 sous son église par Blanche de Castille pour mettre la cassette royale à l'abri de l'avidité de vassaux opprimés ou de la révolte des Pastoureaux alors que le roi est parti en croisade.

#### L'action de Pierre Plantard
Cette légende d'abord locale attire le dessinateur Pierre Plantard qui effectue des fouilles à Rennes-le-Château dans les années 1960, et finit par rencontrer Noël Corbu. Plantard publie dans des conditions assez rocambolesques en 1965 le 2e document des Dossiers secrets d'Henri Lobineau (« Les descendants mérovingiens ou l’énigme du Razès Wisigoth ») qui suggère que la monarchie française descend de rois mérovingiens liés aux mystères du pays de Razès qu'il situe dans la région de Rennes-les-Bains et de Rennes-le-Château. Plantard, lui-même associé à Philippe de Chérisey, contacte Gérard de Sède, leur rencontre aboutissant à la rédaction en 1967 de L'or de Rennes, ouvrage qui crée notamment la légende des parchemins (fabriqués par Philippe de Chérisey) et popularise les mythes du trésor de Rennes-le-Château. Ce livre au succès national est un jalon important dans la littérature pléthorique autour de « RLC » (Rennes-le-Château dans le jargon ésotérique) et sert de base à d'autres ouvrages publiés en France mais aussi dans des pays étrangers, notamment anglo-saxons.

#### L'abbé Saunière, célébrité internationale
En 1982, après avoir réalisé plusieurs films sur le mystère de Rennes-le-Château, trois journalistes britanniques, Henry Lincoln, Michael Baigent et Richard Leigh, publient un essai encore plus controversé, dénommé L'Énigme sacrée, qui relie, pêle-mêle (et toujours sans sources historiques vérifiées), la prétendue ancienneté médiévale du Prieuré de Sion, l'histoire des Templiers, celles des Cathares, de la dynastie des Mérovingiens, du Saint-Graal et des origines du christianisme, affirmant que Marie-Madeleine serait venue en France avec un enfant de Jésus, voire avec Jésus lui-même. Ce livre donne, cette fois-ci, un retentissement international à l'affaire de Rennes-le-Château.
Depuis le lancement d'une petite affaire médiatique de 1956, parue dans un quotidien régional et lancée par un restaurateur en mal de clientèle dans un village retiré, au sujet d'un « mystérieux secret » et d'un « trésor fabuleux » caché par un curé dont il ne connaissait rien, plusieurs centaines de livres, essais, romans et divers articles de fond, de valeur très inégale mais le plus souvent farfelus, ont été publiés à propos de l'abbé Bérenger Saunière, sans compter les nombreux sites internet dédiés à cette affaire, sans oublier de multiples reportages, des téléfilms et des films de fiction très imaginatifs qui se basent tous sur l'histoire désormais devenue mythique d'un simple curé de campagne peut-être équivoque et un peu dépassé par ses idées de grandeur, mais qui, dans la région même des Pyrénées occitanes ne fut pas un cas unique, puisque l'histoire du Père de Coma, curé dans la paroisse du Baulou, située à moins de 50 kilomètres de Rennes-le-Château, semble présenter beaucoup de similitudes avec celle de l'abbé Saunière, sans pourtant susciter autant de curiosités,.

#### Commémoration et hommages
L'année 2017 correspond à la célébration du centenaire du décès de l'abbé à Rennes-le-Château. Le 12 août de cette même année, une animation culturelle dédiée aux chercheurs et écrivains liés à « l'affaire » est organisée, salle de la Capitelle, située dans l'ancien domaine de l'abbé.
Le 15 août 2017, à la suite d'une décision du conseil municipal de Rennes-le-Château, le maire de la commune Alexandre Painco modifie le nom de la Grande-Rue du village en « Grande Rue Béranger Saunière ».

## Les diverses pistes concernant la fortune de l'abbé Saunière
Durant toute la période des travaux de rénovation et d'aménagement effectués par l'abbé Saunière, certaines rumeurs, dont la plupart prirent de l'ampleur bien après sa disparition, avancent l'hypothèse qu'il aurait découvert un trésor. D'autres pistes, invoquant des motifs crapuleux et/ou politiques, semblent cependant mieux étayées.

### La piste du trafic de messes: un fait avéré

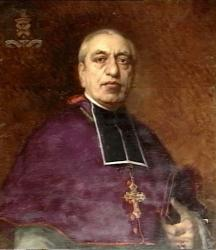
Beuvain de Beauséjour, évêque de Carcassonne, successeur de Billard, a accusé ouvertement l'abbé Saunière de trafic de messe.

Les seuls faits historiques avérés qui seraient liés à l'enrichissement personnel de l'abbé se réfèrent à un trafic de messes. Le pillage éventuel de quelques tombes du cimetière communal, déjà évoqué dans un précédent chapitre, n'est pas suffisant pour expliquer un tel enrichissement sur une aussi longue période[Selon qui ?].
Tout reposerait donc sur une escroquerie : un substantiel trafic de messes (messe pour la guérison de maladie, messe aux défunts), consistant à détourner à des fins personnelles l'argent expédié par les congrégations et fidèles avec qui l'abbé est en contact à travers toute l'Europe. Ce trafic est basé sur une organisation maîtrisée. Il est d'ailleurs historiquement reconnu que l'abbé fut accusé par l'Église de trafic de messes et de simonie par Paul-Félix Beuvain de Beauséjour (1839-1930), nouvel évêque de Carcassonne qui lui intente en 1910 un procès canonique, procès qui entraîne la déchéance des fonctions sacerdotales de Bérenger Saunière en 1911. À la suite d'une demande de l'autorité diocésaine de Carcassonne, le quotidien parisien anticlérical, Le XIXe siècle, publie dans sa une l'annonce suivante : « l'abbé Saunière, ancien curé de Rennes-le-Château, n'est nullement autorisé à demander hors du diocèse, ou à recevoir de diocèses étrangers, des honoraires de messes ». Le journal ajoute en bas de cette annonce le commentaire suivant : « Sauvons la caisse ! L'abbé Saunière gâte le métier en vendant des messes au rabais, et le voilà pour concurrence déloyale boycotté par le syndicat des marchands de prières (sic) de son département. Comme les temps évangéliques sont loin ».
Jean-Jacques Bedu estime ce trafic à 100 000 intentions de messes, rémunérées de 1 à 5 francs chacune, entre 1893 et 1915.
Des éventuelles aides financières extérieures (sous forme de donations et legs) ont également été évoquées, le curé voisin de Rennes-les-Bains, l'énigmatique abbé Henri Boudet, ayant pu être alors considéré comme une sorte d'intermédiaire, hypothèse reprise dans le téléfilm L'Or du diable. Cependant, aucun document de nature comptable ou bancaire ne vient étayer ce fait, et ni l'abbé Saunière, ni sa servante n'ont jamais fait état d'une aide de ce type. Les deux hommes, bien qu'ayant le même statut d'ecclésiastiques géographiquement proches, ne semblaient, en fait, guère se fréquenter, et selon certaines sources, l'abbé Saunière n'assiste même pas aux obsèques de son ancien confrère[réf. nécessaire].

### La piste politique
Selon le livre « Les grands mystères de l'Histoire de France » écrit par l'historien Renaud Thomazo et édité par les éditions Larousse (collection Les documents de L'Histoire), l'abbé Bérenger Saunière, ainsi que son frère Alfred, étaient très proches des cercles royalistes légitimistes, dont le cercle de Narbonne. Soit les frères Saunière collectaient des fonds pour ces organisations auprès de leurs ouailles, soit ils servaient d'intermédiaires propagandistes auprès des populations locales à des fins purement politiques, afin de lutter contre la montée en puissance du Mouvement républicain à la fin du XIXe siècle dans le cadre cette nouvelle République qui succéda au Second Empire. Selon ces milieux catholiques, les politiciens liés à cette nouvelle organisation de la France étaient considérés comme des hommes sans Dieu. Bérenger Saunière a ainsi pu bénéficier d'aides pécuniaires en liaison avec cette activité, du moins au début de son ministère à Rennes-le-Château.
Cette action politique est d'ailleurs attestée par la suspension de Bérenger Saunière par René Goblet, ministre des Cultes en 1885, durant six mois car le maire de Rennes-le-Château s'était plaint auprès du préfet des agissements de l'abbé en raison de son action propagandiste auprès des paroissiens de la commune.

### L'hypothèse des «trésors»

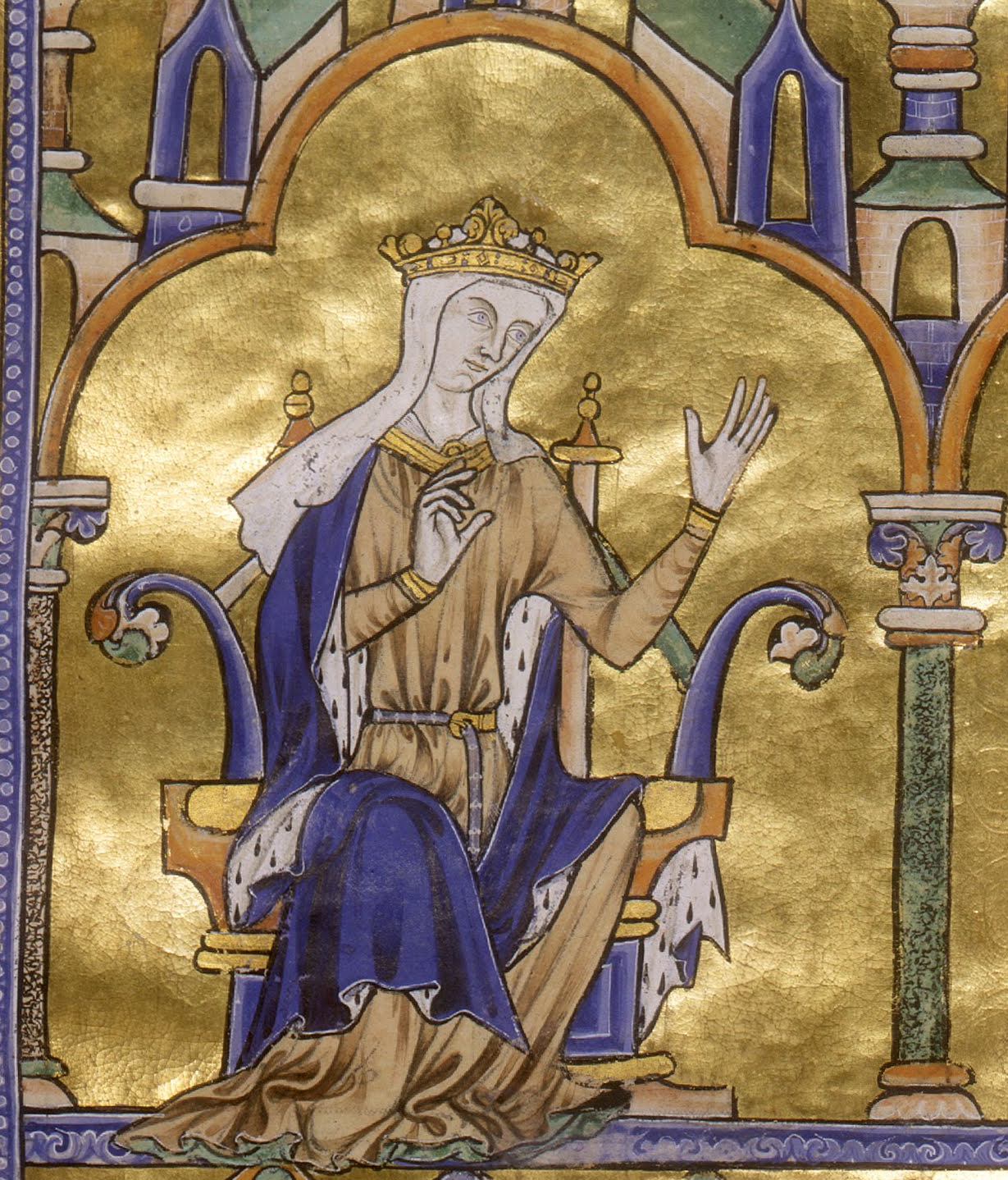
C'est l'entrepreneur Noël Corbu qui transforma le domaine de l'abbé Saunière en auberge dans les années 1960, qui raconta à la presse locale que l'abbé était tombé par hasard sur un trésor enfoui en 1249 sous l'église par Blanche de Castille (photo), sans en apporter la moindre preuve historique.

Les hypothèses les plus fréquemment évoquées, pour tenter de justifier cette découverte mythique, sont, par ordre chronologique :
- Le trésor des Volques tectosages, datant de l'époque romaine. Ce trésor proviendrait de l’hypothétique pillage du sanctuaire d'Apollon de Delphes, lors de la Grande Expédition celtique (279 av. J.-C.) en Grèce.

(Cette hypothèse est très fragile : les sources sont très anciennes et n'attestent pas que ledit trésor ait pu subsister, ni même qu'il ait été enfoui à Rennes-le-Château.)
- Le trésor des Wisigoths (ou Trésor de Jérusalem), déposé dans la région de Rhedae, après le Sac de Rome (410) par le roi Alaric Ier.

(Certains spécialistes ont tenté le lien avec d'autres trésors d'origine wisgothique, découverts plus récemment en Espagne. Cette idée de trésor a d'ailleurs été utilisée pour l'intrigue du scénario du téléfilm L'Or du diable.)
- Le trésor de Blanche de Castille, à la suite de la Croisade des pastoureaux en 1251, survenue sous le règne de son fils Louis IX.

(Cette hypothèse, avancée par Noël Corbu à la fin des années 1960, est très aventureuse, car rien n'indique que la reine ait pu connaître jusqu'à l'existence du village.)
- Le trésor des Templiers, à la suite du Procès de l'ordre du Temple effectué contre cette communauté religieuse par Philippe IV Le Bel entre 1307 et 1314.

(Cette hypothèse a été défendue, notamment, par l'écrivain Gérard de Sède, féru de pseudohistoire. L'ordre possédait, en effet, des commanderies dans la région, mais en octobre 1307 Philippe Le Bel fit en sorte que l’argent et les objets de valeur des templiers ne lui échappent pas.)
- Le trésor des faux monnayeurs du château du Bézu (à Saint-Just-et-le-Bézu), affaire datant du XIVe siècle.

(Cette hypothèse historique est subtile, mais reste très difficile à démontrer par manque de sources historiques.)
- Le trésor des Cathares. Un récit historique attesterait que lors de la prise du château de Montségur par les croisés en 1244, quatre Cathares s'en seraient échappés avec un trésor.

(Cette hypothèse reste douteuse car les Cathares, hommes pieux, détachés des valeurs du monde terrestre, n'avaient pas la mentalité à posséder des biens matériels, le trésor était certainement d'ordre spirituel, en admettant que ce récit soit exact.)
- Le trésor de l'abbé Bigou, abbé de Rennes-le-Château durant la Révolution française.

(Cette hypothèse est souvent reprise par des articles de presse actuels qui s'appuient sur les recherches de l'historien régional René Descailledas, car en 1789, cet ancien curé de Rennes-le-Château, craignant que les révolutionnaires s'emparent des biens de sa paroisse, aurait pu cacher dans son église quelques pièces en or. En revanche, compte tenu du niveau de vie de la paroisse, l'éventuel « trésor » ne pouvait que se limiter à un petit magot.)

## L'abbé Saunière dans la culture populaire
L'abbé Bérenger Saunière et le mythe de Rennes-le-Château ont inspiré de nombreux livres, essais, reportages, romans de fiction, des téléfilms et autres émissions de télévision, ainsi que, consécration suprême pour un homme sans aucune notoriété de son vivant (hors de son village), un musée municipal qui porte son nom.

### Le «Musée-Domaine» de l'abbé Saunière

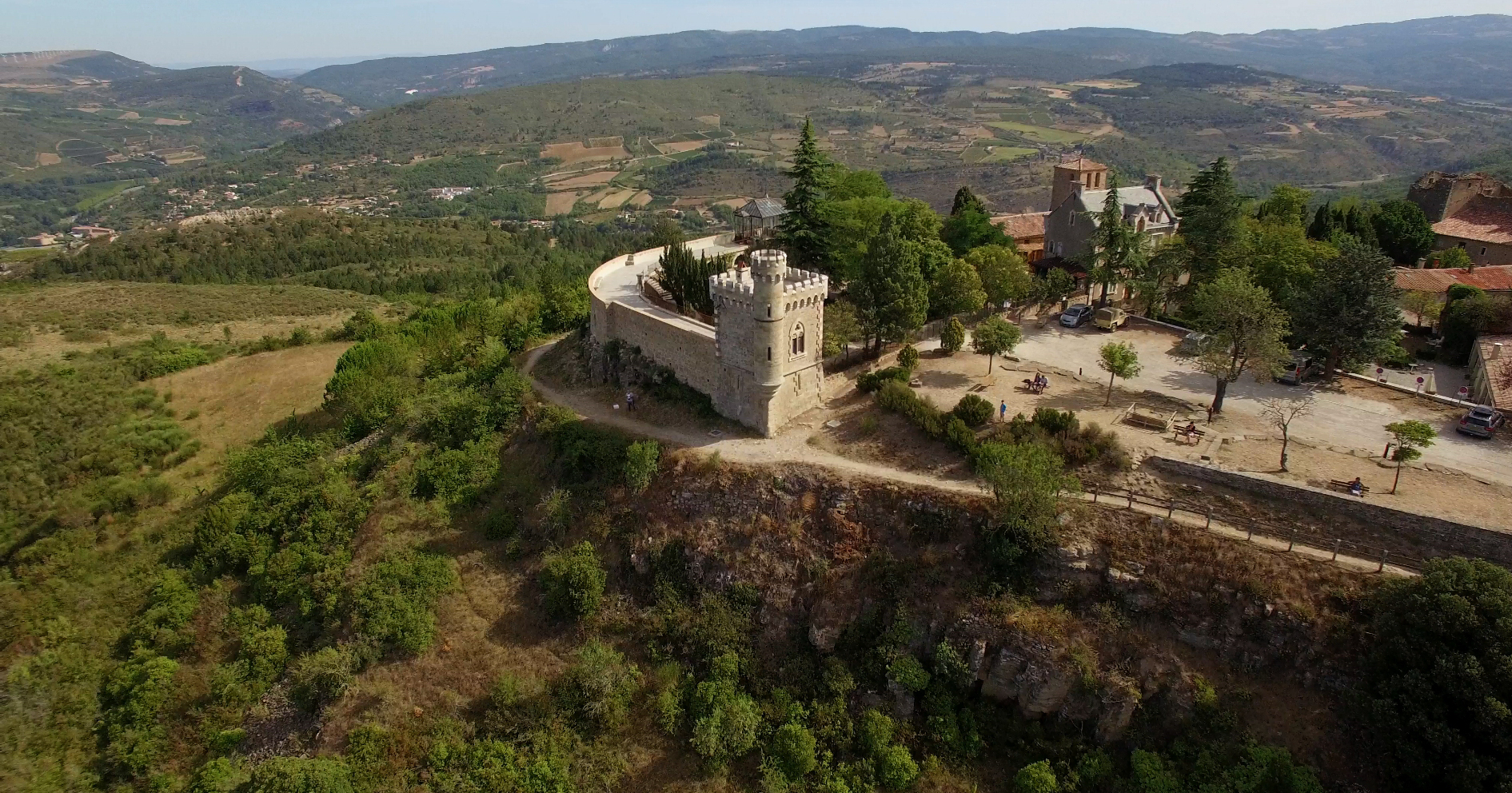
Le domaine de l'abbé Saunière vu du ciel en 2016.

Devenue propriété de la commune, l'ancien domaine de l'abbé Saunière, ainsi que son presbytère, ont été transformés en musée local sous la forme d'un service public industriel et commercial[réf. nécessaire]. Ce site, ouvert à tous les publics et d'accès payant, permet de découvrir le petit presbytère (abritant les statues de cire de l'abbé et de Marie Dénarnaud, curieusement représentée plus vieille que son maître), la villa Béthania et son oratoire, les jardins, la tour Magdala et sa petite bibliothèque, le chemin de ronde et l'Orangerie. L'église étant située hors du domaine son accès est gratuit, mais le cimetière communal reste cependant fermé aux visiteurs et nécessite une autorisation de la mairie pour y pénétrer, l'accès étant réservé aux familles des défunts.

### Les célébrations du «centenaire» de l'abbé Saunière
À l'occasion du centième anniversaire du décès de l'abbé Saunière, survenu à Rennes-le-Château le 22 janvier 1917, la municipalité a organisé le 21 janvier 2017, veille de cet anniversaire, des conférences sur un thème unique : « Bérenger Saunière, sa vie, son héritage » et le 22 janvier, jour anniversaire même, une mise en scène théâtralisée dénommée « Secrets d’Église – Le Trésor de l’abbé Saunière ».
À l'initiative de deux acteurs français, Fanny Bastien et Geoffroy Thiebaut, la troisième édition du « Festival du film insolite 2017 » organisée les 9 et 10 août 2017 à Rennes-le-Château, a célébré le 100e anniversaire de la mort de l'abbé et a présenté, à cette occasion, une sélection de courts métrages basée sur le thème de « l’Abbé Saunière, son trésor, Rennes le Château et la Haute Vallée de l’Aude ». Ces reportages sont jugés et récompensés par un jury composé essentiellement de professionnels de la presse écrite.

### L'abbé Saunière dans la littérature

#### Ses écrits
L'abbé a laissé trois ouvrages, publiés à titre posthume et référencés à la Bibliothèque nationale de France.
Un premier recueil qui évoque ses années de ministère à Antugnac :
- Mon enseignement à Antugnac 1890, Nice, Bélisane, 1984, 72 p. (ISBN 2-902296-50-9, présentation en ligne)

Un second qui reproduit une correspondance :
- Rennes-le-Château : cahier de correspondances, 1915-1917, Villeneuve-de-la-Raho, Pégase, 1997, 56 p. (présentation en ligne)

Un troisième qui reproduit une partie de son journal intime :
- Le journal de l'abbé Saunière, 1901 à 1905 : un trésor à Rennes-le-Château commenté par Patrick Mensior, Montigny-Lencoup, Les Éditions Rennes-le-Château, 2017, 243 p. (ISBN 979-10-91506-73-1, présentation en ligne)

#### Essais
- Alexandre Adler, Société secrète de Léonard de Vinci à Rennes-le-Château, Grasset, 13 juin 2007, 324 p. (ISBN 978-2246724018)

Dans cet ouvrage, assez récent, qui consacre un chapitre entier à l'abbé Bérenger Saunière, le journaliste Alexandre Adler reconnait à l'ecclésiastique un enrichissement personnel, notamment lié à ses connaissances, au travers de son engagement politique d'une part, et d'une escroquerie basée sur un trafic de messes organisée sur une grande échelle, d'autre part. Ce livre se consacre, ensuite, essentiellement à la supercherie organisée par Pierre Plantard qui exploita cette affaire d'enrichissement à des fins de publicité personnelle sous couvert de mystère ésotérique assez nébuleux.
- Michael Baigent, Richard Leigh et Henry Lincoln (trad. Brigitte Chabrol), L'Énigme sacrée, Pygmalion, 1983, 451 p. (ISBN 2-85704-137-3)

Dans cet ouvrage qui connut un grand succès au niveau mondial, entraînant l'élaboration d'un second ouvrage, vingt ans plus, tard, les trois auteurs anglo-saxons établissent au travers d'une enquête très personnelle, un lien entre les supposées découvertes de l'abbé Saunière, du Prieuré de Sion de Pierre Plantard, de l'histoire des Templiers, des Cathares, de la dynastie des mérovingiens, du Saint-Graal et des origines du christianisme, revu et corrigé selon une thèse très singulière, mais en fin de compte, sans source véritablement fiable sur le plan historique. Cet ouvrage influencera de nombreuses œuvres de fictions pseudo historiques, dont le Da Vinci Code de l'écrivain américain Dan Brown.
- Jean-Jacques Bedu, Rennes-le-Château, autopsie d'un mythe, Portet-sur-Garonne, Éditions Loubatières, 1990, 236 p. (ISBN 9782862661421)
- Jean Markale, Montségur et l'énigme Cathare, Pygmalion, coll. « Histoire de la France secrète », 1986, 316 p. (ISBN 2-85704-213-2)
- Robert Azaïs, Une balade à Rennes-le-Château : pour un promeneur curieux, TDO Éditions, juillet 2017, 136 p. (ISBN 978-2-36652-212-9)
- Pierre Lunel, Les Plus Grands Escrocs de l'histoire, First, avril 2015, 304 p. (ISBN 978-2754068918)

#### Romans
- Jacques Rivière, Le Fabuleux Trésor de Rennes-le-Château, le secret de l'abbé Saunière, éditions Bélisane (1983)
- Jean-Michel Thibaux, Les tentations de l’abbé Saunière, éditions O. Orban (1986)
- Jean-Michel Thibaux, L’Or du diable, éditions O. Orban (1988)  (ISBN 978-2855654294)
- Marco Buticchi, Menorah (1998) Saunière trouve le candélabre du Temple de Jérusalem
- Dan Brown, Da Vinci Code, Jean Claude Lattès (2003)  (ISBN 978-2709624930)
- Jean-Michel Thibaux, Le Secret de l'abbé Saunière (2005)  (ISBN 2266147668)
- Steve Berry, L'Héritage des Templiers, Éditions Le Cherche Midi (2006)
- Kate Mosse, Sépulcre, Jean-Claude Lattès (2008)  (ISBN 978-2709629300)
- Eric Giacometti et Jacques Ravenne, Apocalypse, Fleuve Noir (2009)  (ISBN 978-2265087354)
- Jean-Michel Thibaux et Martine-Alix Coppier, L'Héritière de l'abbé Saunière, Presses de la Cité (2012)
- Emmanuel Cruvelier, La Porte de bronze, éditions Sydney Laurent (2022)
- Monique Garcia et Olivier Fodor, Secrets de Lautréamont (Paris, 2019)

### L'abbé Saunière au cinéma et à la télévision

#### Les films
- Revelation (2001) est un film britannique réalisé par Stuart Urban. Le scénario du film se base sur l'existence d'un complot d'une loge maçonnique templière visant à s'approprier une relique judéo-chrétienne dénommée le « Loculus ». L'enquête menée par Jake Martel fils de Magnus Martel (rôle interprété par Terence Stamp) les implique dans la légendaire lignée mérovingienne de Rennes-le-Château et entraîne la révélation d'un incroyable secret. Réalisé deux ans avant la sortie du roman Da Vinci Code, ce thriller mystico-religieux emmène le spectateur dans le mythe de la supposée descendance du Christ.
- Da Vinci Code (2006) est un film policier américain réalisé par Ron Howard, adapté du roman éponyme de l'Américain Dan Brown. Le film commence par la mort du conservateur du Musée du Louvre dénommé (dans le film) Jacques Saunière, entraînant le Professeur Langdon (rôle interprété par Tom Hanks) à mener une enquête de nature ésotérico-policière, accompagné par la cryptologue Sophie Neveu (rôle interprété par Audrey Tautou). Ensemble, ils doivent découvrir des signes dissimulés dans les œuvres de Léonard de Vinci, ancien maître du Prieuré de Sion en déjouant les pièges d'une organisation religieuse proche du Vatican et qui finit par impliquer directement la jeune cryptologue. Ce film évoque de façon très libre le mythe du Prieuré de Sion qui n'a, lui-même, qu'un rapport très indirect avec l'histoire de l'abbé Saunière, exploitée dans les années 1960 par un mythomane en mal de notoriété. Malgré ce lien très léger, ce film relance l'intérêt de certains chercheurs sur le mythe de Rennes-le-Château et le supposé secret de l'abbé Saunière[80],[81].

#### Télévision

##### Les téléfilms
- L'Or du diable (1988) est une série télévisée française découpée en 6 épisodes de 52 minutes. Celle-ci a été réalisée par Jean-Louis Fournier, à la suite d'une adaptation du roman cité précédemment. L'acteur principal est Jean-François Balmer dans le rôle de l'abbé Saunière. Ce téléfilm, diffusé pour la première fois sur FR3 en février 1989, est une évocation très libre et très romancée de la véritable histoire de l'abbé. En l'absence d'une autorisation de la municipalité de l'époque, les scènes extérieures n'ont pas été tournées à Rennes-le-Château, mais dans la commune de Pégairolles-de-Buèges, petit village de département de l'Hérault, choisi pour sa ressemblance avec Rennes-le-Château, et dans la grotte de la Clamouse pour les scènes souterraines[82].
- Meurtres à Carcassonne (2015) est un téléfilm français de Julien Despaux avec Bruno Wolkowitch, Rebecca Hampton, Benjamin Baroche et Philippe Nahon. Ce téléfilm, qui est le huitième épisode de la Collection Meurtres à..., relate une enquête policière dans le milieu ésotérique et quelques scènes ont été tournées devant la tour Magdala et sur la terrasse du domaine de l'abbé Saunière à Rennes-le-Château. La référence au trésor des templiers y est relatée de façon explicite. Sa première diffusion sur la chaîne de télévision française, France 3, a été effectuée en première partie de soirée, le 9 mai 2015 et rediffusé en juin 2017 sur la même chaine. Le maire de la commune, Alexandre Painco, a participé au tournage de ce téléfilm en jouant, en qualité de figurant, le rôle d'un templier[83].

##### Les reportages
- La roue tourne (1961) : une émission créée par l'historien Jean-François Chiappe animée par Guy Lux et Marina Grey qui se présente sous la forme d'un jeu télévisé et d'un documentaire, diffusé en mai 1961 sur la RTF en ce qui concerne l'émission consacrée à l'église de Béranger Saunière. 
Celle-ci évoque pour la première fois sur une chaîne de télévision, mais sous une forme ludique, l'hypothétique trésor de Rennes-le-Château avec l'aide bienveillante du restaurateur Noël Corbu, lui-même déguisé dans un costume d'ecclésiastique similaire tel que pouvait porter l'abbé Saunière[84].
- Mystères (1992) : l'émission no 2 présentée par Alexandre Baloud, sur la chaîne de télévision française TF1 dénommée Le trésor de Rennes-le-Château et diffusée le 12 octobre 1992. Il s'agit du troisième reportage d'une émission qui en présente généralement entre quatre et cinq à la suite.
- Sociétés secrètes - Les masques des comploteurs (2013) : une émission d'investigation de la chaîne allemande ZDF, diffusée sur la chaîne franco-allemande ARTE avec une première diffusion le 14 août 2016 en France et en Allemagne sur cette chaîne[85]. Cette enquête effectuée par l'historien allemand Marian Füssel (diffusée dans la première partie de l'émission), dénonce le rôle de Pierre Plantard dans la création du mythe d'une filiation du Christ en s'appuyant sur le texte d'hypothétiques parchemins supposés découverts par l'abbé Saunière dans l'église de Rennes-le-Château, en omettant, cependant, d'évoquer le concours de circonstances qui a amené, par hasard, Pierre Plantard à Rennes-le-Château. En effet, l'hypothétique découverte d'un « trésor » à Rennes et la pseudo ancienneté du « prieuré de Sion », n'ont, à l'origine, aucun lien commun.

### L'abbé Saunière à la radio et dans les médias

#### Émission radiophonique
- Chroniques sauvages, le mystère de Rennes-le-Château est une émission de la station de radio France Inter diffusée le 16/08/2017 mais qui correspond à la rediffusion d'une ancienne émission datant de 1990, présenté à l'époque par le journaliste reporter français, écrivain et conteur Robert Arnaut[86].

### Jeux vidéo
- Gabriel Knight : Énigme en pays cathare